# Roman Dostál
Roman Dostál (Ústí nad Orlicí, 13 luglio 1970) è un ex biatleta ceco.
Fino alla dissoluzione della Cecoslovacchia (1993) gareggiò per la
nazionale cecoslovacca.

## Biografia
In Coppa del Mondo ottenne il primo risultato di rilievo il 17 dicembre 1992 a Pokljuka (56°) e il primo podio il 9 gennaio 2000 a Oberhof (3°).
In carriera prese parte a tre edizioni dei Giochi olimpici invernali, Salt Lake City 2002 (34° nella sprint, 44° nell'inseguimento, 35° nell'individuale, 5° nella staffetta), Torino 2006 (42° nella sprint, 29° nell'inseguimento, 23° nella partenza in linea, 30° nell'individuale, 6° nella staffetta) e Vancouver 2010 (35° nell'individuale, 7° nella staffetta), e a quindici dei Campionati mondiali, vincendo due medaglie.

## Palmarès

### Mondiali
- 2 medaglie:
  - 1 oro (individuale[2] a Hochfilzen/Chanty-Mansijsk 2005)
  - 1 argento (gara a squadre[2] ad Anterselva 1995)

### Coppa del Mondo
- Miglior piazzamento in classifica generale: 23º nel 2006
- 3 podi (1 individuale, 2 a squadre[1]), oltre a quelli ottenuti in sede iridata e validi anche ai fini della Coppa del Mondo:
  - 2 secondi posti (1 individuale, 1 a squadre)
  - 1 terzo posto (a squadre)